# Az Amerikai Egyesült Államok művészete

## Időrendi áttekintés

### Előzmények

#### Az őslakók művészeti emlékei
Az USA számos indián törzsének újkori művészete jól ismert az európaiak velük való hosszan tartó kapcsolata következtében. Azonban tudomásunk van a történelem előtti, úgynevezett prekolumbán kor (az európai gyarmatosítást megelőző időszak) korábbi művészeti formáiról és stílusairól is, ha ismereteink ezek nem is olyan részletesen kiterjedtek, mint a mezoamerikai és dél-amerikai prekolumbán művészetről. Az Amerikai Egyesült Államok és Kanada számos részén olyan őskori kultúrákat is felfedeztek, amelyek 12 ezer évvel ezelőttre dátumozhatók, de a legszebb művészeti emlékek a két utolsó évezredről maradtak ránk. A történelmi kor (a gyarmatosítástól máig tartó időszak) kezdetét a hosszan tartó európai kapcsolat idejére, a 16-17. századra tesszük. E korszak művészetéről az európai utazók, majd a 19-20. századi etnológusok és antropológusok számos részletes és szisztematikus feljegyzést készítettek. Ebben az időszakban készült tárgyak mélyről jövő izgatott változásokat tükröznek az európai eszközök, szerszámok, anyagok megismerésének hatására.

##### Fazekasság
A részletes kronológiai időrend meghatározásánál a régészek fő segítőeszköze elsősorban a cserepedények stílusa, amelynek segítségével rekonstruálni tudják a távoli múlt művészetét. A fazekasság sok helyen rendkívül fejlett volt. A díszítések az i. sz. 2. évezredben számos kultúrában igen kifinomulttá váltak, de sok kiemelkedő alkotás került elő az ennél korábbi időkből is különösen az USA délnyugati területéről.
A régészek az ország sok helyén fedeztek fel mesterséges dombokat, amelyek egy része templomok maradványait rejti, mások pedig kétségtelenül vallásos célokat szolgáló földhalmok voltak, ahol szertartások bemutatása történt.
Az úgynevezett Adena-pipa egy csodálatosan faragott nagyon érdekes realisztikus ábrázolású tárgy, amelyet Chillicothe-ben (Ohio állam) az Adena-kultúra ásatási színhelyén találtak, egy tipikus Adena-öltözékű és ékszert viselő embert ábrázol. Az i. e. 1. évezred első felére datálják.

##### Kőfestés, sziklarajzok
A kőbe vésés vagy kőre festés az USA egész területén elterjedt volt. A legtöbb ilyen emléket talán a közösségek tradicionális rituális, mágikus szertartásainak szinhelyéül használták vagy  egy-egy emlékezetes spirituális élmény megörökítése, amely nagyon fontos része volt az ősi hagyományos indián vallásoknak.
A karcolt vagy vésett ábrázolások nagyon sokfélék, naturalisztikus vagy sematikus emberi alakok, állati figurák vagy összetett, csigaszerűen csavart kompozíciók, amelyek még megfejtetlen szimbólumok.
A Dinwoody (Wyoming állam) közelében a Shoshone hegy oldalán felfedezett geometriai és emberi alakok, valamint egyenes vonalak felsorakoztatása olyan, átfedések mutatnak, amelyek több egymásra következő kultúra szertartási cselekményeire engednek következtetni.

##### Építészet
A történelem előtti időszak későbbi századaiban a délnyugati terület őslakossága lenyűgöző építészeti komplexusokat alkotott, amelyek ragyogó bizonyítékai mérnöki és szervezőtehetségüknek. A legismertebb ilyen emeletesépület-együttesek a Cliff Palota a Mesa Verde Nemzeti Parkban (Colorado állam) és Pueblo Bonito a Chaco-kanyonban (Új-Mexikó állam).
Lásd még: Indián művészet